# شیشه ساعت

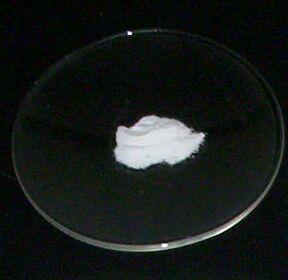
مقداری پودر سزیم فلورید بر روی شیشه ساعت

شیشه ساعت (به انگلیسی: Watch glass) یکی از ابزارهای شیشه‌ای مورد استفاده در آزمایشگاه‌های شیمی است. از آنجایی که شکل این وسیله شباهت زیادی به شیشهٔ جلوی ساعت‌های رومیزی قدیمی دارد، این نام بر روی آن گذاشته شده است.

## کاربردها
از این وسیله برای خشک کردن مایعات استفاده می‌شود به این صورت که مایع را روی سطح مقعر آن قرار داده و برای مدتی در هوای آزاد قرار می دهیم.همچنین در هنگام توزین مواد جامد استفاده می‌شود و نیز به عنوان درپوش بِشر و برای نمایش گرمازا یا گرماگیر بودن آن مورد استفاده قرار می گیرد. این وسیله به دلیل پیرکس نبودن در مقابل حرارت مستقیم میشکند، بنابراین آن را باید به صورت غیر مستقیم حرارت داد.
کاربرد: 1-توزین  2- تبخیر سریع مایعات و محلولات.